# Kukuh (Kerambitan)
Kukuh is een bestuurslaag in het regentschap Tabanan van de provincie Bali, Indonesië. Kukuh telt 2092 inwoners (volkstelling 2010).